# 腺斑柳叶箬
腺斑柳叶箬（学名：Isachne albens var. glandulifera）为禾本科柳叶箬属下的一个变种。

## 扩展阅读
- 維基物種上的相關：腺斑柳叶箬